# ان‌جی‌سی ۴۱۴۵
ان‌جی‌سی ۴۱۴۵ (انگلیسی: NGC 4145) نام یک کهکشان مارپیچی میله‌ای در صورت فلکی تازی‌ها است.